# Kasannoin Sadamasa
Kasannoin Sadamasa (花山院定雅, [かざんいん さだまさ] Erro: {{japonês}}: texto da transliteração contém caractere não latino (pos 1) (ajuda), 1218-1294, também pronunciado Kazanin Sadamasa, conhecido como Awadaguchi nyūdō Udaijin ou Kasan'noin nyū Michimae Udaijin) foi um nobre do período Kamakura da história do Japão.

## Vida
Sadamasa foi o terceiro filho de Kasannoin Tadatsune e o sexto líder do ramo Kasannoin, um sub-ramo do ramo Hokke do Clã Fujiwara. Michimasa, Nagamasa e Sadanori foram seus filhos.

## Carreira
Sadamasa  serviu os seguintes imperadores: Go-Horikawa (1226 - 1232), Shijo (1232 - 1242), Go-Saga (1242 - 1246), Go-Fukakusa (1246 - 1260), Kameyama (1260 - 1274), Go-Uda (1274 - 1287), Fushimi (1287 - 1294). 
Sadamasa passa a servir a corte no Kurōdodokoro como Jijūni (camareiro) em 23 de janeiro de 1226 durante o reinado do Imperador Go-Horikawa, a partir de 29 de junho, concomitantemente, assume as funções de Nakamiya gonsuke (assistente da imperatriz).
Em 5 de agosto de 1229 seu pai (Tadatsune) veio a falecer e Sadamasa ficou de luto até 21 de setembro quando assumiu a liderança do Clã.
Em 1231 Sadamasa é nomeado Awakai (intendente da Província de Awa) e concomitantemente Kensachūjō (comandante provisório da ala esquerda) do Konoefu (Guarda do Palácio). E em 28 de outubro deste ano assume também o posto de Tōgūgonsuke (assistente do príncipe herdeiro).
Em 4 de outubro de 1232, no reinado do Imperador Shijo, Sadamasa é nomeado Kurōdonotō (Supervisor do Kurōdodokoro). Em 21 de dezembro de 1234 Sadamasa é nomeado Sangi e concomitantemente a partir de 23 de janeiro de 1235 passa a exercer a função de Sanuki Gonmori (governador provisório da Província de Sanuki) e a partir de 17 de novembro Omi Gonmori. Sadamasa é promovido a Gunchunagon (Chūnagon provisório) em 9 de junho de 1236, sendo efetivado no ano seguinte. E em 28 de outubro de 1239, é promovido novamente a Gundainagon (Dainagon provisório).
Durante o governo do Imperador Go-Saga  (1242 - 1246), Sadamasa ficou praticamente inerte.
Sadamasa só vai ser efetivado Dainagon, em 15 de dezembro de 1250 no governo do Imperador Go-Fukakusa, em 20 de julho de 1252 é nomeado Naidaijin e em 3 de novembro de 1252 promovido a Udaijin cargo que permanece até 17 de Novembro de 1254 quando se aposenta da vida pública.
Sadamasa  se torna-se Shukke-hō (monge budista) em 27 de novembro de 1256, passando a ser conhecido como Ryūsatoru (ou Ryūsatoshi), até seu falecimento em 28 de março de 1294.